# 少年感化院
是很多国家犯罪或违反法律的未成年人服徒刑或接受强制管教辅导的场所。
不少国家认为被判刑的少年犯问题比其他接受管教的少年严重，因而将两者分开处理。但日常用语中，这二者有的时候也被混同起来。
犯罪未成年人会经家庭审判，然后送到少年院处分。少年院让犯罪的未成年人离开自己原本的生活环境，然后收容他们并进行矫正教育。

## 中华人民共和国
未成年犯管教所收容：
- 年满14岁不满18岁，被判处有期徒刑、无期徒刑的兒童犯人（按現時法例未滿十八歲不得判處死刑）或年满12岁的重大犯罪兒童
- 因不满16岁而不被刑事处罚，但由政府强制收容教养的犯罪少年。

期限为1-3年。收容的少年在接受教育改造的同时，从事轻微体力劳动。

### 澳門
澳門的少年感化院是第2/2007號法律《違法青少年教育監管制度》中所指的， 負責執行法院所判的收容措施的教育場所，下設觀察中心、教導中心及教管訓練中心。感化院的收容服務的目的主要在於矯正院生在認知、情緒、行為等方面的問題、提高其獨立思考和自理能力、鍛鍊其生活技能，使其將來能順利融入社會。

## 中华民国
《少年事件处理法》规定，对于12岁以上不满18岁的少年：

第52条 对于少年之交付安置辅导及施以感化教育时，由少年法院依其行为性质、身心状况、学业程度及其它必要事项，分类交付适当之福利、教养机构或感化教育机构执行之，受少年法院之指导。感化教育机构之组织及其教育之实施，以法律定之。
第53条 保护管束与感化教育之执行，其期间均不得逾三年。
過去採用少年監獄與少年感化院、輔育院等方式，發生了新竹少年監獄暴動，桃園少年輔育院私刑曬豬肉等事件，目前改以學校的方式，轉型為教育方式導正少年受刑人的觀念與方向，現有誠正中學、敦品中學、勵志中學、明陽中學等取代原有少年監獄與少年感化院、少年輔育院。

## 日本
日本少年院也叫少年刑务所，以实施对14-20岁年龄段做矫正教育。在日本前年龄段案件会被检察庭送到家庭法院，而如果是20岁以上会被检察庭送到地方法院做刑事诉讼。在日本的少年刑务所分别在函馆、盛冈、川越、松本、姬路、奈良、佐贺。虽然叫少年刑务所，但也有成年受刑人被收容在里面，不过未成年和成年受刑人分开来收容。
1. 1 2  牢獄研究会. . 楓書坊. 2012/05/28: 50–51. ISBN 9789865973162.